# Agence norvégienne de l'environnement
L'Agence norvégienne de l'environnement (Miljødirektoratet) est une agence gouvernementale norvégienne sous la tutelle du ministère du Climat et de l'Environnement.
Elle est créée en 2013 à la suite de la fusion de la Direction norvégienne pour la gestion de la nature et de l'Agence norvégienne sur le climat et la pollution.
Ses missions principales sont de réduire les émissions de gaz à effet de serre, de s'occuper de la nature norvégienne et de lutter contre la pollution.
Le directeur général de l'Agence est nommé pour une durée de six ans, avec la possibilité d'un renouvellement pour six autres années. Ellen Hambro dirige l'Agence de 2013 à 2024, puis elle est remplacée par Hilde Singsaas.